# Patrizio Frau
Patrizio Frau (* 3. März 1989 in Köln) ist ein deutsch-italienischer Fußballspieler. Er spielt in der Abwehr hauptsächlich als Innenverteidiger.

## Karriere
Frau begann seine Karriere bei den unterklassigen deutschen Vereinen SV Horrem und SV BW Kerpen, bevor er über die 1. Jugend-Fußball-Schule Köln in die Jugend des italienischen Erstligisten Cagliari Calcio kam. Im Sommer 2009 kehrte er jedoch nach Deutschland zurück und wechselte zum Oberligisten Rot-Weiss Frankfurt. Dort kam er in der Saison 2009/10 zu fünf Einsätzen. Im Juli 2010 wechselte er zur zweiten Mannschaft des Zweitligisten Alemannia Aachen in die Oberliga. Dort etablierte er sich als Stammspieler und kam in zwei Spielzeiten zu 47 Einsätzen, in denen er drei Tore erzielte. Außerdem gehörte Frau aufgrund von Spielerausfällen mehrmals zum Kader der ersten Mannschaft, kam jedoch nicht zu einem Pflichtspieleinsatz. Im August 2012 wechselte Frau dann zum portugiesischen Zweitligisten Portimonense SC. Er unterschrieb einen Einjahresvertrag bis Ende Juni 2013. Am 22. August 2012, dem 3. Spieltag der Saison 2012/13, kam Frau zu seinem ersten Einsatz im Profifußball, als er beim Heimspiel gegen den FC Porto B (1:1) in 75. Minute für Luís Carlos eingewechselt wurde. Nach der Saison 2012/2013 verkündete Frau eine längere oder gar endgültige Pause vom aktiven Fußballleben.